# SRNO
Serrano Gaddum (Amsterdam, 26 december 1992), beter bekend onder zijn artiestennaam SRNO, is een Nederlandse muziekproducent en dj.

## Biografie
De muziek carrière van SRNO begon in de laatste jaren van zijn basisschool tijd. Hij en zijn vrienden maakten beats met het programma Magix Music Maker en schreven hier hun eigen raps overheen. Toen hij vervolgens verder wilde in het rappen, merkte hij dat het soms lastig was om goede beats te vinden, waarna hij besloot om voor zijn eigen nummers zijn eigen beats te maken. Hij heeft onder meer gerapt met Broertje en Kempi. 
Zijn eerste grote producties volgden in 2016. Dit waren EDM-nummers; een bewerking van Hotline Bling van Drake en Give It All up met Gia Koka. Deze twee nummers vergaarden samen zo een bekendheid dat SRNO werd getekend bij Sony Music Publishing. Hij maakte twee jaar lang nummers met andere artiesten die aangesloten bij dat label, vooral in het Verenigd Koninkrijk. Ook werkte hij samen met Amerikaanse artiesten zoals Eric Bellinger. Na de twee jaar bij Sony ging de artiest verder zonder label en bracht hij nummers uit onder eigen beheer.
Toen hij Sony verliet, besloot hij meer met Nederlandse artiesten samen te werken. Door connecties die hij had toen hij nog actief was in de rapscene, maakte SRNO snel naam. Hij werkte in 2019 erg succesvol samen met Dopebwoy, daar hij vijf nummers produceerde van het album Forever lit. Van dit album werden de door SRNO geproduceerde nummers Walou crisis en TikTok grote hits. Walou crisis was ook de eerste keer dat SRNO met 3robi samenwerkte. Er bleek een goede klik tussen de twee artiesten te zijn en maakten vele nummers samen, waaronder 3chiri, Champagne papi en Noncha. In 2022 brachten de twee artiesten samen het album Flex mood uit, dat de 21e plek van de Album Top 100 bereikte. Andere artiesten waar SRNO mee werkte waren onder meer Boef, Ashafar, Jack en Jonna Fraser. Vakantie van Dopebwoy en Jonna Fraser is een van zijn grootste successen als producer. 
SRNO had in 2023 samen met Jonna Fraser en Dystinct succes met het lied Toute la night. In 2024 bracht SRNO verschillende singles met de rapper Mensa uit, waarvan er vijf stuks de Single Top 100 wisten te bereiken. 

## Discografie
Hier staan albums en nummers waar SRNO uitvoerend artiest was. Albums en nummers waar hij enkel aan mee geproduceerd heeft, staan hier dus niet bij.

### Albums
| Album                 | Verschijnen  | Label                        | Hitlijsten | Hitlijsten | Hitlijsten | Hitlijsten | Opmerkingen |
| Album                 | Verschijnen  | Label                        | BE (VL)    | BE (VL)    | NL         | NL         | Opmerkingen |
| Album                 | Verschijnen  | Label                        | Piek       | Weken      | Piek       | Weken      | Opmerkingen |
| --------------------- | ------------ | ---------------------------- | ---------- | ---------- | ---------- | ---------- | ----------- |
| Flex mood (met 3robi) | 4 maart 2022 | Spow Business / Eigen beheer | 91         | 3          | 21         | 3          | Studioalbum |

### Nummers met notering(en) in een hitlijst
| Lied                                                    | Verschijnen       | Album                                                                           | Hitlijsten | Hitlijsten | Hitlijsten  | Hitlijsten  | Hitlijsten   | Hitlijsten   | Opmerkingen          |
| Lied                                                    | Verschijnen       | Album                                                                           | BE (VL)    | BE (VL)    | NL (Top 40) | NL (Top 40) | NL (Top 100) | NL (Top 100) | Opmerkingen          |
| Lied                                                    | Verschijnen       | Album                                                                           | Piek       | Weken      | Piek        | Weken       | Piek         | Weken        | Opmerkingen          |
| ------------------------------------------------------- | ----------------- | ------------------------------------------------------------------------------- | ---------- | ---------- | ----------- | ----------- | ------------ | ------------ | -------------------- |
| Hide & Seek (met Sam Feldt en Joe Housley)              | 17 mei 2019       | Magnets (van Sam Feldt)                                                         | tip        | —          | —           | —           | —            | —            |                      |
| TikTok (met Dopebwoy en Boef)                           | 28 juni 2019      | Forever lit (van Dopebwoy)                                                      | tip7       | —          | tip4        | —           | 2            | 16           | Platina in Nederland |
| 3chiri (met 3robi en Djezja)                            | 22 november 2019  | —                                                                               | —          | —          | —           | —           | 53           | 3            | Goud in Nederland    |
| Christian Dior (met Dopebwoy en Bryan Mg)               | 10 april 2020     | Hoogseizoen (van Dopebwoy)                                                      | —          | —          | tip2        | —           | 17           | 28           | Platina in Nederland |
| Champagne papi (met Dopebwoy, 3robi en Boef)            | 28 augustus 2020  | Hoogseizoen (van Dopebwoy)                                                      | tip20      | —          | tip2        | —           | 3            | 10           | Goud in Nederland    |
| Bye bye bye (met Ashafar en Lijpe)                      | 17 september 2020 | Mocro sh*t (van Ashafar)                                                        | —          | —          | —           | —           | 44           | 2            |                      |
| Marbella (met Dopebwoy en 3robi)                        | 16 oktober 2020   | Hoogseizoen (van Dopebwoy)                                                      | —          | —          | —           | —           | 35           | 5            | Goud in Nederland    |
| Perro (met Broederliefde en Dopebwoy)                   | 12 februari 2021  | —                                                                               | —          | —          | —           | —           | 83           | 2            |                      |
| Noncha (met Jack en 3robi)                              | 19 februari 2021  | Waterman (van Jack)                                                             | —          | —          | —           | —           | 73           | 1            |                      |
| Validé (met Bryan Mg en 3robi)                          | 8 april 2021      | Bryan (van Bryan Mg)                                                            | —          | —          | —           | —           | 68           | 3            |                      |
| Tot laat (met Ashafar en Boef)                          | 10 september 2021 | Etappes (van Ashafar)                                                           | —          | —          | tip20       | —           | 19           | 5            |                      |
| Montana (met 3robi, Henkie T en Bryan Mg)               | 10 september 2021 | Flex mood                                                                       | —          | —          | —           | —           | 50           | 3            |                      |
| Samen met mij (met Jonna Fraser)                        | 15 oktober 2021   | Championships (van Jonna Fraser en Frenna), Blessed for life (van Jonna Fraser) | —          | —          | —           | —           | 26           | 5            | Goud in Nederland    |
| Givenchy (met Ashafar en Dopebwoy)                      | 12 november 2021  | Etappes (van Ashafar)                                                           | —          | —          | —           | —           | 64           | 1            |                      |
| Monaco (met Dopebwoy en Boef)                           | 28 januari 2022   | Turbulentie (van Dopebwoy)                                                      | —          | —          | —           | —           | 26           | 5            |                      |
| Meditatie (met Bizzey, Bryan Mg en Bo Hélène)           | 25 maart 2022     | —                                                                               | —          | —          | —           | —           | 70           | 2            |                      |
| Panorama (met Dopebwoy)                                 | 13 mei 2022       | Turbulentie (van Dopebwoy)                                                      | —          | —          | —           | —           | 55           | 3            |                      |
| Wild things (met Yade Lauren en Latifah)                | 3 juni 2022       | —                                                                               | —          | —          | —           | —           | 58           | 3            |                      |
| Freaky (met Jonna Fraser)                               | 10 juni 2022      | Blessed for life (van Jonna Fraser)                                             | —          | —          | —           | —           | 59           | 1            |                      |
| Doe wat je doet (met Bryan Mg en Sevn Alias)            | 9 maart 2023      | —                                                                               | —          | —          | —           | —           | 88           | 1            |                      |
| Toute la night (met Jonna Fraser en Dystinct)           | 28 april 2023     | Blessed for life (van Jonna Fraser)                                             | —          | —          | tip2        | —           | 14           | 11           | Goud in Nederland    |
| Gugu (met Mensa)                                        | 26 april 2024     | —                                                                               | —          | —          | —           | —           | 26           | 9            |                      |
| Pak 't op (met Mensa en Henkie T)                       | 21 juni 2024      | —                                                                               | —          | —          | —           | —           | 39           | 4            |                      |
| Si maatje (met Mensa, Young Ellens en Anthony Kruijver) | 12 juli 2024      | —                                                                               | —          | —          | —           | —           | 37           | 3            |                      |
| Modeshow (met Mensa en Milolaathetlukken)               | 4 oktober 2024    | —                                                                               | —          | —          | —           | —           | 15           | 7            |                      |
| Lodewijk (met Mensa en Ronnie Flex)                     | 18 oktober 2024   | —                                                                               | —          | —          | —           | —           | 25           | 2            |                      |